# Jan Davidse
Jan Davidse (Wieringen, 9 juli 1929 − Bilthoven, 11 januari 2017) was een Nederlands hoogleraar elektronica.

## Biografie
Davidse studeerde in 1953 cum laude af aan de Technische Hogeschool Delft in de elektrotechniek en na zijn dienstplicht vervuld te hebben ging hij in 1955 werken bij het Natuurkundig laboratorium van Philips, met name op het gebied van kleurentelevisies. Op dat laatste promoveerde hij in 1964 aan de Technische Hogeschool Eindhoven. Meteen daarna werd hij gevraagd als hoogleraar elektronica aan de Technische Hogeschool te Delft wegens vertrek van de voorgaande hoogleraar naar de Technische Hogeschool Twente. Hij werkte mee aan vele delen en drukken van de reeks Grondslagen van de elektronica en bleef schrijven over televisies. Hij begeleidde 29 promovendi. Op 9 september 1994 nam hij afscheid met Over mensen en elektronen. Hij bleef niettemin daarna nog actief op zijn vakgebied en schreef in 1998 de geschiedenis van de Delftse opleiding tot elektrotechnisch ingenieur. In 1999 schreef hij als gelovige een bundel over de relatie tussen geloof en wetenschap.
In 1954 werd Davidse lid van het Nederlands Radiogenootschap (NRG), de voorloper van het Nederlands Elektronica en Radio Genootschap. Tussen 1970 en 1976 was hij voorzitter van deze vereniging.
Prof. dr. ir. J. Davidse overleed begin 2017 op 87-jarige leeftijd.